# Monadologie

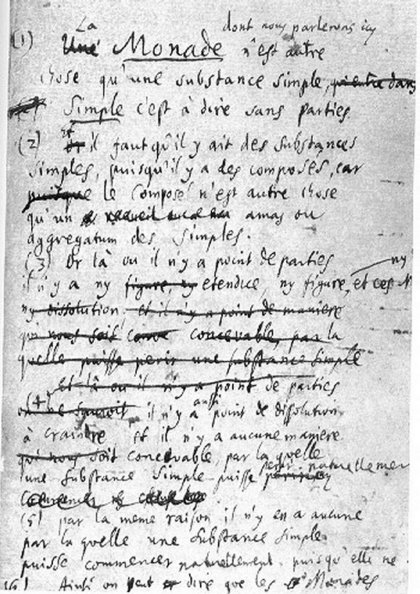
Manuscript van de Monadologie

De monadologie of monadenleer is de term die de Duitse filosoof Gottfried Wilhelm Leibniz gaf aan zijn metafysische systeem zoals beschreven in zijn gelijknamige tekst uit 1714. 
In de monadologie wordt het gehele universum opgevat als de verzameling van alle monaden. Leibniz gaat uit van een schepper die een eindige, doelmatige en harmonieus perfecte wereld schept die geldt als instrument voor de mensheid. Ieder 'ding' in die perfect geschapen wereld heeft zijn eigen kenmerken die in een context passen, maar desalniettemin als afzonderlijk herkenbaar zijn. Deze 'dingen' waaruit de wereld is samengesteld zijn oneindig deelbaar. Ondanks deze oneindige deelbaarheid is er toch één soort ondeelbare en onafhankelijke en meest fundamentele entiteit, namelijk de monaden.

## Definitie
Een monade wordt hierbij gezien als een synoniem voor substantie of zijnde, als een geestelijke en lichamelijke werkelijkheid. De monade is een eenheid die beschouwd kan worden als de verbinding tussen het mechanistische atoombegrip en het Aristotelische bezielende en vormende krachtbegrip. Consequentie is echter dat een 'ding' geen fundament in zichzelf bezit (in tegenstelling tot het latere Ding an Sich van Immanuel Kant), de 'dingen' bestaan slechts uit opeenhopingen van monaden. Al deze monaden samen vormen een harmonisch geheel. God heeft ervoor gezorgd dat de monaden in onderlinge overeenstemming zijn vastgelegd (beter bekend als de harmonia praestabilita). De monaden hebben geen ruimtelijke delen en bestaan zodoende voor altijd, ze zijn onaantastbaar. Aan de monade kan men niets toevoegen en ook niets wijzigen, haar goddelijk ingegeven karakter blijft dus eeuwig en onveranderlijk. De monaden zijn uniek, omdat ze een unieke combinatie van eigenschappen bezitten en een geheel eigen volgorde van ontplooiing daarvan hebben.

## Soorten monades

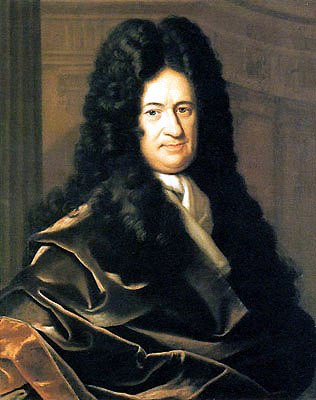
Gottfried Wilhelm von Leibniz

Leibniz maakt ook onderscheid in deze monaden. Zo zijn er de laagste monaden, die zich bevinden in een dromende, verdoofde toestand die kunnen gelden als een onbewuste voorstelling. Verder zijn er hogere monaden die bewustzijn hebben. En er is de monade Gods die een oneindig bewustzijn heeft en alwetend is (Leibniz baseert zich op het axiomatisch bestaan van God dat beschreven is in zijn theodicee).

## De best mogelijke wereld
Deze goede, alwetende God kiest uit alle mogelijke werelden, op grond van de grootste geschiktheid (d.i. de meeste variëteit aan monaden) een mogelijke wereld (d.i. een verzameling monaden en hun geschiedenis van vereniging). God kán (hij is namelijk niet beperkt door vertekende perceptie), kiezen uit verschillende werelden. De werkelijke wereld is een wereld van monaden, met voorgeprogrammeerde kenmerken van God én de wereld is een systeem van fenomenologische verschijningen, zoals de mens deze ervaart. Consequentie aan dit uitgangspunt is dat niets zonder reden gebeurt en ook dat níéts identiek is aan elkaar. God creëert de werkelijke wereld vanuit een perfecte kennis en deze wereld is daarom dé optimale keuze van alle mogelijke werelden. Zo kon Leibniz dus ook tot zijn uitspraak komen: "Tout est pour le mieux dans le meilleur des mondes possibles" ("Alles is optimaal in de beste van alle mogelijke werelden") die in schril contrast staat met de uitspraak van Arthur Schopenhauer: "Dit is de slechtst mogelijke wereld". 
De monadenleer kan men beschouwen als een evolutie van het traditionele atomisme uit de natuurfilosofie. 
Elke fysisch object kan opgevat worden als een monade. Aangezien alle monaden zelfstandig zijn en onmogelijk samengesteld kunnen voorkomen, kan de mens geen monade zijn. Er kan enkel sprake zijn van een monade 'lichaam' en een monade 'geest'. Dit brengt echter het probleem voort dat bij de mens deze twee monaden lijken te interageren, terwijl dit in het systeem van Leibniz strikt genomen onmogelijk is. 
Als oplossing voor dit probleem werkt Leibniz een parallellisme uit, in de vorm van een Harmonia Praestabilita, waarbij God de werking van de geest en het lichaam op elkaar heeft afgesteld, zoals twee klokken die perfect gelijk lopen.

## Kritiek van Voltaire
Belangrijkste leerling van Leibniz was Christian Wolff die kritisch belicht wordt in de Candide van Voltaire. Zijn optimisme, dat voor het grootste deel gebaseerd was op de monadologie van Leibniz, werd in dit werk fel bekritiseerd door de wijsgeer Pangloss die de jonge Candide steeds onmogelijk optimistische uitspraken voorlegt, die leiden tot een niet met de werkelijkheid strokende uitkomst. 